# Caleb (Buffy contre les vampires)
Pour les articles homonymes, voir Caleb.
Caleb est un personnage fictif créé par Joss Whedon, interprété par l'acteur Nathan Fillion et doublé en français par Tanguy Goasdoué, qui a été créé pour la série Buffy contre les vampires.

## Biographie fictive
Caleb est le bras droit de La Force. La Force ne peut entrer qu'en lui, car il est son « vaisseau », et ces expériences fusionnelles le rendent plus fort, au point de surpasser la Tueuse. Il est de caractère extrêmement misogyne, qualifiant les femmes de « trainées ».
Une prophétie annonçait son existence. Spike et Andrew se rendent dans un monastère où ils doivent trouver des réponses concernant la Force. Une inscription latine annonce : « C'est à elle et à elle seule de la brandir ». Il est question d'une Faux cachée dans un vignoble. Caleb aurait un passé de prêtre, mais a visiblement abandonné cette vocation pour suivre la Force. L'Église, selon lui, ne lui apportait plus suffisamment de réponses. C'est lui qui a orchestré la destruction du siège du Conseil des Observateurs, à Londres. Les Bringers sont ses « garçons », selon ses propres termes. Dans la série Angel, c'est lui qui a commandité la tentative de meurtre sur Faith (Le Retour de Faith) par une autre détenue.
Dans l'épisode L'Armée des ombres, il arrive à Sunnydale et attire Buffy dans un piège, au vignoble. Avec ses Bringers, il blesse beaucoup de Potentielles et en tue deux. Il met Buffy, Faith et Spike hors d'état de combattre avec une rapidité déconcertante. Il éborgne Alex, et Buffy est obligée de sonner la retraite. Dans l'épisode la Fronde, il la retrouve au lycée de Sunnydale, et lui laisse une chance de rejoindre son camp, ce qu'elle refuse avec ce qu'il juge de l'insolence. Il la plonge dans l'inconscience en la projetant à travers la vitre de son propre bureau. Il ne la tue pas, mais semble satisfait. Il annonce par la suite à la Force qu'il a transmis à la Tueuse un message. Dans l'épisode Contre-attaque, Buffy vient au vignoble de nouveau, seule, et il ne réussit pas à lui prendre la Faux qu'elle a décrochée de son rocher. Il la retrouve plus tard dans un temple païen, un combat s'ensuit, Buffy se retrouve en mauvaise posture mais est sauvée par Angel puis elle finit par couper Caleb en deux, de l'entrejambe à la tête (épisode La Fin des temps, partie 2).

## Création et concept du personnage
Joss Whedon explique que le personnage de Caleb a été intégré à la série car le méchant principal pouvait prendre diverses apparences, ce qui était appréciable, mais ne pouvait pas affronter physiquement les héros de la série, ce qui était plus gênant. Son équipe et lui ont donc créé un bras droit de la Force qui pourrait se confronter physiquement à Buffy et ses alliés. Whedon a alors fait appel à Nathan Fillion pour tenir le rôle de Caleb car l'annulation de la série Firefly l'avait rendu disponible. Caleb représente pour Whedon l'incarnation du patriarcat et le côté misogyne de la religion.